# پیتر بیرکامشاو
پیتر بیرکامشاو (انگلیسی: Peter Bircumshaw; ۲۹ اوت ۱۹۳۸ – ۰ ژوئن ۲۰۱۷) بازیکن فوتبال اهل بریتانیا بود.
از باشگاه‌هایی که در آن بازی کرده‌است می‌توان به باشگاه فوتبال استوک‌پورت کانتی، باشگاه فوتبال نوتس کانتی، و باشگاه فوتبال برادفورد سیتی اشاره کرد.